# .nf
.nf является национальным доменов верхнего уровня для острова Норфолк. Хотя не существует правила, требующего местного присутствия для регистрации доменов в этом TLD, цены значительно выше, чем у большинства других доменов, что препятствует его использованию. Хотя регистрация на втором уровне является самой дорогой, она все же более распространена, чем регистрация на третьем уровне, и большинство используемых имен относятся к сайтам, относящимся к острову Норфолк.

## Домены второго уровня
Существует 10 доменов второго уровня:
- .com.nf
- .net.nf
- .arts.nf
- .store.nf
- .web.nf

- .firm.nf
- .info.nf
- .other.nf
- .per.nf
- .rec.nf

## .co.nf
Существует домен второго уровня .co.nf, который часто ошибочно принимают за настоящий коммерческий домен второго уровня острова. Домен управляется провайдером веб-хостинга под названием biz.nf.
По состоянию на 2 сентября 2019 года .co.nf был недоступен, и на панели управления хостинг-сайта было размещено уведомление о том, что реестр приостановил действие домена.